# Église Saint-Pierre de Faverges
L'église Saint-Pierre de Faverges est une église catholique située dans le département de la Haute-Savoie, sur la commune de Faverges-Seythenex. Conçu par les architectes Prosper Dunant et Roch dans le style néo-classique, elle est dédiée à l'apôtre Pierre.

## Localisation
L'église Saint-Pierre est l'église de Faverges, village appartenant à la commune de Faverges-Seythenex, dans le département de la Haute-Savoie. Elle a été édifiée en contrebas de la colline où se situe le château médiéval, sur la route qui monte à Seythenex et au col de Tamié.
Elle appartient à la paroisse de Saint-Joseph en pays de Faverges.

## Histoire
Le site de Faverges accueille une présence chrétienne précoce notamment sur le site de l'ancien vicus gallo-romain de Viuz. Le fondement de l'église primitive de Saint-Jean-Baptiste de Viuz remonterait VIe, VIIIe et Xe siècles.
Cependant le bourg de Faverges s'est ensuite déplacé, dans la position actuelle, sous la protection du château au Moyen Âge. Jusqu'en 1763, il ne dispose pas d'église, mais simplement d'une chapelle dans laquelle officie un chanoine du prieuré de Viuz.
En 1803, le bourg de Faverges est érigée en paroisse.
La construction d'une église est envisagée. Un rapport de 1823 démontre que l'édifice est en mauvais état. Déjà en 1821, l'architecte Prosper Dunant proposait la construction d'une église plus grande. L'architecte départemental Camille Ruphy confirme la vétusté et préconise l'édification d'un nouvel édifice en 1825. 
La commune fait le choix du projet de Prosper Dunant. La construction débute en 1830. Il s'associe pour le suivi des travaux de l'architecte Roch.
L'ouvrage de Françoise Dantzer donne par erreur l'architecte Thomas-Dominique Ruphy, à l'origine de nombreuses églises dans la région.
La nouvelle église est consacrée par l'évêque d'Annecy, Louis Rendu, le 13 avril 1844.

## Description
L'édifice a été réalisé selon les plans de Prosper Dunant. L'église est de style néo-classique sarde.  Bien que librement inspiré de la mode turinoise et piémontaise, il est qualifié de « sarde » afin de souligner son origine étrangère à la Savoie et que « cela produit des édifices un peu conventionnels », voire « rigide[s] ».
Un objet de l'église est répertorié à l'inventaire des monuments historiques, il s'agit de la cloche du XVIIe siècle.